# راي جونز (لاعب كرة قدم أمريكية)
راي جونز (بالإنجليزية: Ray Jones)‏ هو لاعب كرة قدم أمريكية أمريكي، ولد في 24 ديسمبر 1947 في لوفكين في الولايات المتحدة.

## وصلات خارجية
- راي جونز على موقع مرجع كرة القدم المحترفة.كوم (الإنجليزية)
- راي جونز على موقع JustSportsStats.com (الإنجليزية)